# Demorest (Georgia)
Demorest es un pueblo ubicado en el condado de Habersham en el estado estadounidense de Georgia. En el censo de 2000, su población era de 1.465.

## Demografía

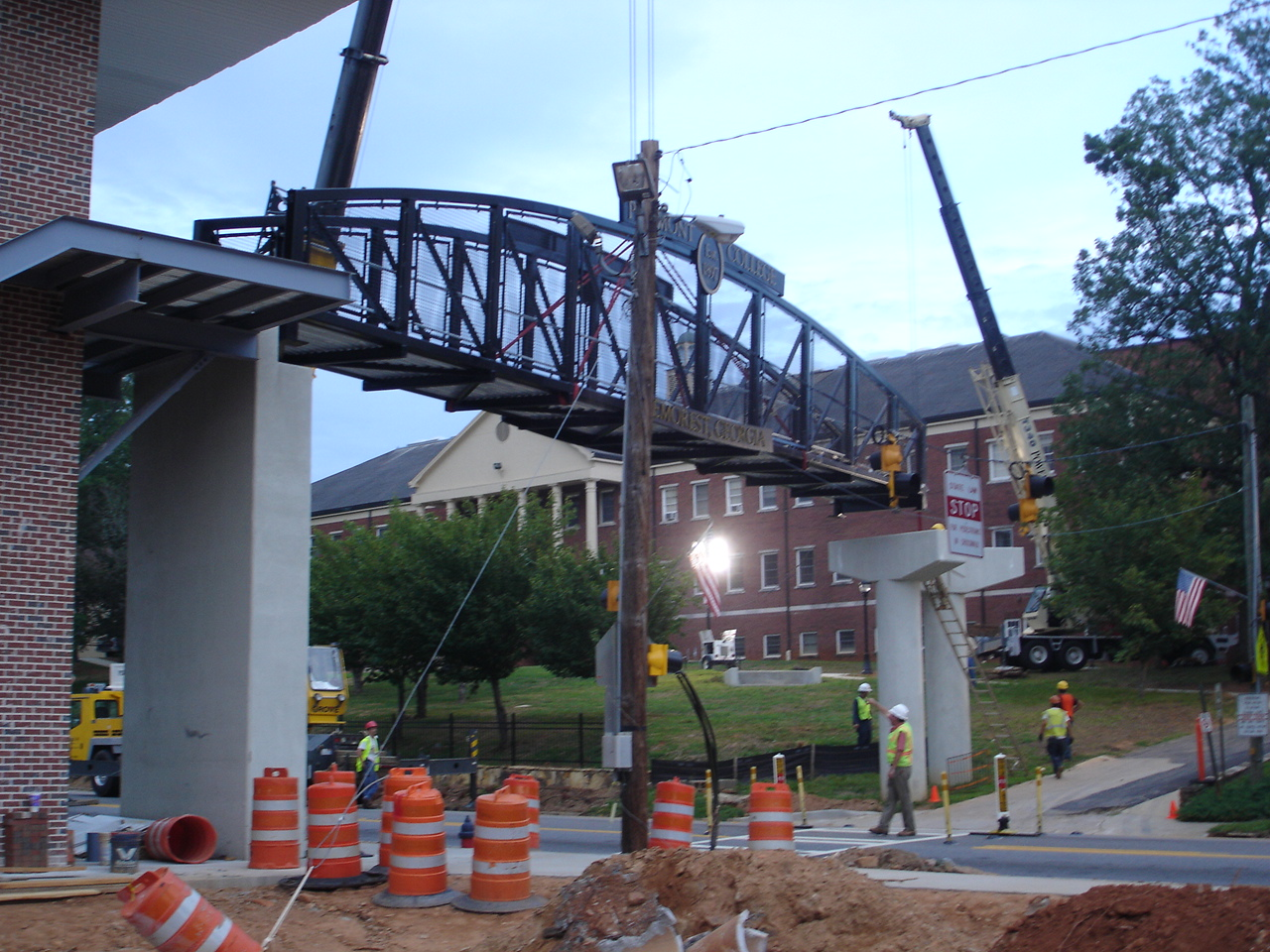

En el 2000 la renta per cápita promedia del hogar era de $31,382, y el ingreso promedio para una familia era de $39,917. El ingreso per cápita para la localidad era de $14,981. Los hombres tenían un ingreso per cápita de $29,485 contra $24,861 para las mujeres.

## Geografía
Demorest se encuentra ubicado en las coordenadas 34°33′54″N 83°32′38″O / 34.56500, -83.54389 (34.564948, -83.543920).
Según la Oficina del Censo, la localidad tiene un área total de 6 km² (2,3 mi²), de la cual 5,9 km² (2,3 mi²) es tierra y 0,1 km² (0 mi²) (0.20%) es agua.